# Čovek nije tica
Čovek nije tica è un film del 1965 diretto da Dušan Makavejev.
Si tratta dell'esordio alla regia di Dušan Makavejev.
Il titolo, tradotto letteralmente, significa L'uomo non è un uccello'.

## Trama
Jan Rudinski è un ingegnere esperto di mezza età che, per lavoro, si trasferisce momentaneamente in una città di minatori. Qui conosce la parrucchiera Rajka, che gli offre in affitto una stanza nella casa in cui la donna abita con i genitori. Jan e Rajka cominciano subito a flirtare finché, quando i genitori di lei partono per un viaggio, finiscono a letto. Anche se osteggiata dai genitori, la relazione fra i due continua felicemente. Qualche tempo dopo Jan sta per terminare il suo lavoro: presto tornerà nella sua città e promette a Rajka che la porterà con sé. Ma, quando arriva il momento, Rajka improvvisamente sparisce. Jan scopre che la donna si è invaghita di un camionista sposato, un ventenne rissoso e inaffidabile. Anche se Rajka cerca di negare la cosa, Jan è infuriato e ferito. La donna lo lascia.

## Riconoscimenti
- 1965 - Festival del cinema di Pola
  - Miglior attore a Janez Vrhovec